# Замах на Річарда Ніксона
Замах на Річарда Ніксона — драма 2004 року.

## Сюжет
Засновано на реальних подіях.